# Pou
Pou je videoigra u kojem odgajate virtualnog kućnog ljubimca po imenu Pou. Izašla je 23. kolovoza 2012. za Android i iOS. Čak je preko 500 milijuna ljudi skinulo igricu Pou (preko Google Playa).

## O igrici
Pou je mali, ali vrijedan virtualni kućni ljubimac! Njega možete hraniti, davati mu razne napitke i sl. Pou ima razne mini igre poput: Sky Jump, Sky Hop, Water Hop, Beach Volley... Kada igrač odigra te mini igre, osvoji puno kovanica pomoću kojih može kupiti hranu, nove tapete, majice, cipele, šešire, napitke, krevet, lampe, itd. Pou je bila jedna od najpopularnijih igrica oko sredine 2010-ih te ima kopiju igre pod nazivom Mou koja je dostupna na Windows Phoneu. Pou može "komunicirati" s ostalim Pouovima kada je uređaj spojen na internet te može igrati protiv istih pomoću PvP (Pou-vs-Pou) kada je spojen na Wi-Fi ili Bluetooth. Od 2014. godine može se promijeniti jezik u postavkama igre.

## Performanse sustava za skidanje igrice Pou
- Android 4.1 ili više
- Najmanje 22 MB slobodnog prostora

## Vanjske poveznice
- http://www.pou.me/